# 赫魯莫及富努爾
赫魯莫及富努爾（Herumor and Fuinur），是英國作家約翰·羅納德·瑞爾·托爾金（J.R.R. Tolkien）的史詩式奇幻小說《精靈寶鑽》的兩位虛構人物。
他們是哈拉德（Harad）的君王，加入了索倫（Sauron）一方對抗精靈及人類最後同盟（Last Alliance of Elves and Men），最終下落不明。

## 名字
赫魯莫（Herumor）一名是昆雅語，意思是「黑暗君主」Black Lord。富努爾一名也是來自昆雅語，應該是取自"fuinë"一字，那字意思為「陰影」Shadow。

## 總覽
赫魯莫及富努爾是登丹人之中的黑暗努曼諾爾人（Black Númenóreans），被索倫墮落，並樂於為他服務。不清楚他們家人的資料。他們是哈拉德的君王，在那些墮落人類之中掌握大權，並反對仍忠誠於維拉的流亡登丹人（Dúnedain）及精靈。

## 生平
赫魯莫及富努爾生於第二紀元的後期，但不清楚是生於哪裡或在何年出生。
他們倖存於努曼諾爾的沉沒，或早已來到中土大陸，並在哈拉德人中獲得大權。第二紀元3429年，最後聯盟戰役（War of the Last Alliance）爆發，至3441年結束。在這段時間裡，赫魯莫及富努爾很可能加入了索倫一方，並為他作戰。隨著索倫的落敗，戰時和戰後二人的下落和命運亦不明。

## 資料來源
1. ↑  .   [2011-12-05]. （原始内容存档于2011-11-28）.
2. ↑  《精靈寶鑽》 2002年 聯經初版翻譯 《魔戒及第三紀元》：「 ……其中赫魯莫與富努爾兩位貴族在哈拉德人中掌握了大權，人數龐大性情殘酷的哈拉德林人居住在安都因河口對岸，魔多以南的大片荒野上。 」
3. ↑  《精靈寶鑽》 2002年 聯經初版翻譯 《魔戒及第三紀元》：「索倫從東邊及南邊召聚了大批強而有力的人來為他效力，其中有不少是擁有高貴血統的努曼諾爾人。」